# Principato di Neuchâtel
La Contea poi Principato di Neuchâtel e Valengin fu uno Stato indipendente all'interno dell'area dell'attuale Svizzera al confine con la Francia che esistette dal 1034 al 1848 quando venne definitivamente inglobato nella Confederazione. Esso era prevalentemente incentrato attorno alla città di Neuchâtel, capitale dell'attuale Canton Neuchâtel.

## Storia

### Dalle origini alla fine del medioevo
Il territorio di Neuchâtel viene ricordato per la prima volta nel testamento del duca Rodolfo III di Borgogna che lo annovera tra i propri possedimenti nel 1032 e di cui diventò un vassallo.
La dinastia del conte Ulrich von Fenis (poi Ulrico di Neuchâtel) prese possesso del villaggio di Neuchâtel e dei suoi territori nel 1034. La dinastia prosperò nei secoli successivi e nel 1374 tutte le terre dell'attuale cantone omonimo facevano ormai parte della contea. Nel 1405 la città di Berna e quella di Neuchâtel entrarono in alleanza. Le terre di Neuchâtel passarono ai signori di Friborgo/Friburgo un secolo dopo e nel 1504 il principato venne acquisito dalla casata degli Orléans-Longueville, un ramo illegittimo dei Valois. Fu a questo punto che per ritorsione verso gli occupanti francesi della città alleata, le truppe di Berna occuparono la città dal 1512 al 1529, restituendola poi alla contessa vedova Giovanna di Hochberg.

### Il passaggio dagli Orleans-Longueville agli Hohenzollern di Prussia

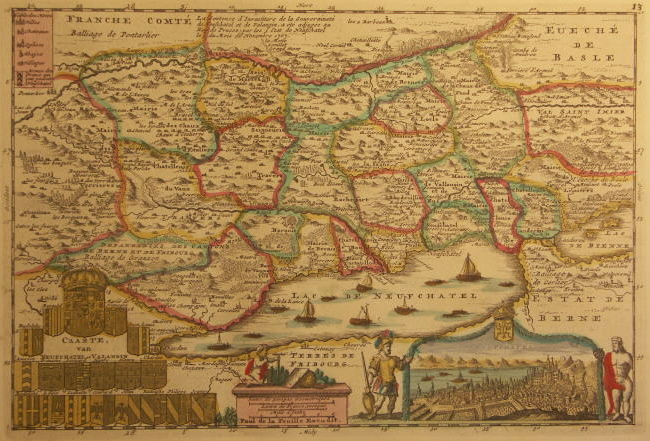
Mappa del principato di Neuchâtel del 1735

Il predicatore francese Guillaume Farel portò nella regione gli insegnamenti del protestantesimo nel 1530 e solo nel 1648, sulla base della Pace di Vestfalia, la contea venne elevata al rango di principato e venne riconosciuto ufficialmente come stato sovrano.
Quando la casa degli Orléans-Longueville si estinse con la morte senza eredi della principessa Maria d'Orleans-Longueville nel 1707, il principato di Neuchâtel (col nome tedesco di Fürstentum Neuenburg) passò al re Federico I di Prussia della dinastia degli Hohenzollern che aveva sede a Berlino, che quindi regnò su Neuchâtel in unione personale. La scelta sul sovrano prussiano era motivata dal fatto che egli appariva essere il parente più prossimo ed il più qualificato dell'ex sovrana locale. La ragione che però gli storici adducono al fatto che Federico I fu subito ben voluto dalla popolazione del principato è da ricercarsi essenzialmente in due dettagli non trascurabili: la popolazione di Neuchâtel voleva assicurarsi un sovrano che rispettasse coerentemente la confessione religiosa protestante del principato, non vessando più i protestanti come avevano fatto i Borboni nei secoli precedenti. La seconda motivazione era la posizione geografica in quanto la Prussia, così lontana dal principato, avrebbe indubbiamente favorito il mantenimento dell'autonomia amministrativa da parte del Consiglio di Stato di Neuchâtel.

### Il principato napoleonico

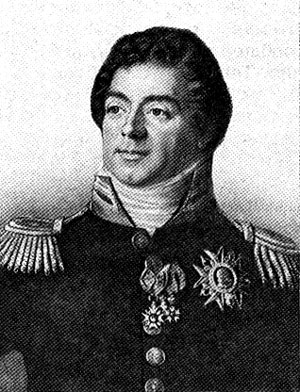
Louis Alexandre Berthier nelle vesti di Principe di Neuchâtel

Napoleone Bonaparte depose re Federico Guglielmo III di Prussia dal suo ruolo di principe di Neuchâtel il 15 dicembre 1805 sulla base del Trattato di Schönbrunn, nominandovi invece al suo posto il suo capo di stato maggiore, il maresciallo Louis Alexandre Berthier. Questi, caso rarissimo nella storia dell'epoca napoleonica, ottenne lo status di principe sovrano, trasmissibile ai propri eredi, ma dato il suo impegno nelle campagne napoleoniche e la necessità del suo ruolo sul campo di battaglia, Berthier fu sempre lontano dal principato e non poté prendersi cura adeguatamente della sua amministrazione. Il potere venne delegato al rappresentante del principe a Neuchâtel, François-Victor Lesperut, il quale promosse anche la coniazione di alcune monete con l'effigie del maresciallo francese. Nel corso delle Guerre napoleoniche il principato fornì truppe alla causa francese della Grande Armée a partire dal 1807: i soldati provenienti da Neuchâtel venivano soprannominati Canaris (canarini) per via delle loro uniforme gialle.

### Il ritorno alla Prussia
Dopo le guerre di liberazione, il principato venne riassegnato a Federico Guglielmo III di Prussia dal Congresso di Vienna nel 1814 e fu l'unica parte dell'attuale Svizzera a non prendere parte al congresso assieme alla Confederazione. Il Conseil d'Etat (Consiglio di Stato) rinominò nuovo sovrano Federico Guglielmo III nel maggio del 1814 chiedendo il permesso al sovrano di stabilire uno speciale battaglione, un Bataillon de Chasseurs, al servizio di sua maestà per mostrare la rinnovata fedeltà del popolo alla causa prussiana. A Parigi, il 19 maggio 1814, Federico Guglielmo III fondò dunque il Bataillon des Tirailleurs de la Garde che fu il provvedimento più significativo del suo governo sul principato. Il Consiglio di Stato di Neuchâtel si riservò il diritto di nominare gli ufficiali di questo battaglione, mentre il comandante sarebbe stato scelto dal sovrano.

### La dissoluzione del principato e l'annessione alla Confederazione svizzera
Nell'aprile 1815, la Prussia concesse al principato di aderire alla Confederazione svizzera, ma non come membro integrato e diventò l'unico cantone ad ordinamento monarchico. Questa situazione cambiò radicalmente il 1º marzo 1848 quando, durante la Primavera dei popoli, i repubblicani locali si impadronirono pacificamente del potere, abolendo il principato. Al principe legittimo di Neuchâtel, il re Federico Guglielmo IV di Prussia, nel maggio 1852 vennero riconosciuti i diritti sul territorio col protocollo di Londra. Nel 1856, in seguito a un fallito colpo di Stato monarchico, il re di Prussia pretese la liberazione dei suoi seguaci, e la tensione provocò la cosiddetta crisi di Neuchâtel che fece ventilare una guerra, ma che fu sventata l'anno successivo con la mediazione franco-britannica. Con un trattato a Parigi, il 26 maggio 1857, Federico Guglielmo IV rinunciò a qualsiasi diritto sul territorio, pur conservando il titolo di principe di Neuchâtel, mentre il cantone divenne effettivo territorio svizzero.

## Governo
Sebbene il principato di Neuchâtel abbia mantenuto sempre sovranità straniere, esso era solo formalmente appartenente agli stati ai quali fu soggetto. Come nel caso recente della Prussia, il sovrano della casata degli Hohenzollern era sovrano solo de iure in quanto col suo ruolo di principe si faceva garante della sicurezza e della difesa del paese, ma l'amministrazione interna era quasi totalmente nelle mani del locale Consiglio di Stato.
Il Consiglio di Stato era un organo amministrativo oligarchico composto da 26 membri diviso in commissioni che aveva sede presso la città di Neuchâtel. La classe più prospera era indubbiamente quella della borghesia che rimase profondamente influenzata dallo spirito della rivoluzione francese che poi porterà definitivamente il principato ad annettersi alla Svizzera.

## Sovrani di Neuchâtel

### Casa di Neuchâtel (1034-1395)
- 1040-1070: Ulrico I di Neuchâtel

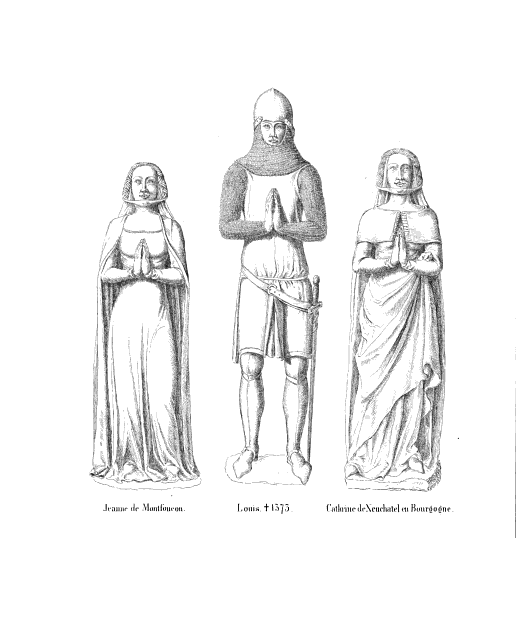
Disegno del 1852 raffigurante le statue medievali presenti sulla tomba di Luigi I di Neuchâtel rappresentante il conte (al centro) con Giovanna di Monfalcone (a sinistra) e Caterina di Neuchâtel-Urtières (a destra)

- 1070-1144: Manegoldo I di Neuchâtel, figlio del precedente
- 1144-1148: Rodolfo I di Neuchâtel, figlio del precedente
- 1148-1191: Ulrico II di Neuchâtel, figlio del precedente
- 1191-1196: Rodolfo II di Neuchâtel, figlio del precedente
- 1191-1225: Ulrico III di Neuchâtel, fratello del precedente
- 1196-1259: Bertoldo I di Neuchâtel, figlio di Rodolfo II
- 1259-1263: Rodolfo III di Neuchâtel, figlio del precedente
- 1263-1278: Ulrico IV di Neuchâtel, figlio del precedente
- 1263-1283: Enrico di Neuchâtel, fratello del precedente
- 1283-1288: Amedeo I di Neuchâtel, fratello del precedente
- 1288-1343: Rodolfo IV di Neuchâtel, figlio del precedente
- 1343-1373: Luigi I di Neuchâtel, figlio del precedente
- 1373-1395: Isabella di Neuchâtel, figlia del precedente

### Casa di Friburgo (1395-1457)
Isabella di Neuchâtel morì nel 1395 senza discendenza. Ella designò suo erede Corrado IV di Friburgo, figlio di Varenne di Neuchâtel (figlia di Luigi I di Neuchâtel) che aveva sposato Egon III di Friburgo.
- 1395-1424: Corrado IV di Friburgo, detto di Furstemberg
- 1424-1457: Giovanni di Friburgo, detto di Furstemberg

### Casa di Baden-Sausenberg (1457-1503)
Alla morte di Giovanni di Friburgo senza eredi, Rodolfo di Hochberg, della casa di Baden, e Luigi di Chalon, principe di Orange, si disputarono la reggenza della contea di Neuchâtel. Il principe d'Orange riteneva che la contea gli spettasse di diritto dal momento che Giovanni di Friburgo aveva sposato Maria di Chalon, sua sorella, nel 1416 e quindi egli era il suo parente più prossimo. Rodolfo di Hochberg, invece, sosteneva la sua discendenza diretta da una parentela con Giovanni di Friburgo. Quest'ultimo riuscì a prevalere e nel 1458 venne prescelto dal consiglio di stato quale nuovo conte.
Il figlio di Rodolfo, Filippo di Hochberg sarà tra i sovrani più prosperi della contea avendo sposato Maria di Savoia, nipote di Luigi XI di Francia e riuscì ad intessere ottime alleanze che gli assicurarono la pace durante il suo regno, in particolare con Berna e Friburgo. D'importanza capitale fu il contratto steso da Filippo con suo cugino Cristoforo di Baden ove entrambe le parti, in caso di assenza di figli maschi, si predisponevano a cedersi i rispettivi domini. Filippo morì nel 1503 lasciando a sua unica erede la figlia Giovanna.
- 1458-1487: Rodolfo di Hochberg
- 1487-1503: Filippo di Hochberg
- 1503-1504: Giovanna di Hochberg

### Casa di Orleans-Longueville (1504-1707)

Stemma della casata degli Orleans-Longueville avente al proprio interno (parte destra) lo stemma del principato di Neuchâtel

Giovanna di Hochberg, unica erede del defunto Filippo, aveva sposato Luigi I d'Orléans-Longueville che regnò sulla contea di Neuchâtel dal 1504 al 1516 perlopiù rappresentato in loco da un proprio commissario.
- 1504-1516: Luigi I d'Orléans-Longueville, marito di Giovanna di Hochberg.
- 1516-1543: Giovanna di Hochberg, vedova di Luigi.
- 1543-1551: Francesco d'Orléans-Longueville, figlio di Maria di Guisa e Luigi II, salito al trono a soli 8 anni sotto la tutela del nonno marerno il duca Claudio I di Guisa e del cardinale di Lorena, Carlo di Guisa[3].
- 1551: Crisi di successione scoppiata per il Tribunale dei Tre Stati[4].
- 1552-1557: co-signoria con Léonor d'Orléans-Longueville, 11 anni, sotto la reggenza di Jaqueline de Rohan, sua madre, e Giacomo di Savoia, cugino di Francesco d'Orleans[4].
- 1557-1573: Léonor d'Orléans-Longueville, 17 anni[5].
- 1573-1595: Enrico I di Orléans-Longueville, figlio del precedente, 5 anni, sotto la reggenza di Maria di Borbone, sua madre[5].
- 1595-1601: Enrico II di Orléans-Longueville, figlio del precedente, 1 anno, sotto la reggenza di Maria di Borbone, sua nonna sino alla sua morte nel 1601[5].
- 1601-1617: Enrico II di Orléans-Longueville, 6 anni, sotto tutela di Caterina Gonzaga, sua madre[6].
- 1617-1663: Enrico II di Orléans-Longueville, solo.
- 1663-1668: co-signoria di due fratelli Jean-Louis Charles e Charles-Paris sotto la reggenza della loro madre Anne-Geneviève de Bourbon[7].
- 1668-1672: Charles-Paris solo[7].
- 1672-1674: Interregno - Crisi di tutela tra Maria di Nemours e Anne-Geneviève de Bourbon, scoppiata per il Tribunale dei Tre Stati in favore della seconda. Verdetto confermato da Luigi XIV di Francia con una sentenza dell'aprile 1674[8].
- 1674-1679: Jean-Louis Charles sotto tutela della madre Anne-Geneviève de Bourbon sino alla sua morte (1679).
- 1679-1682: Jean-Louis Charles sotto tutela della sorellastra Maria di Nemours[8].
- 1682-1694: Jean-Louis Charles sotto tutela del principe di Condé e del duca di Borbone[6].
- 1694: Crisi di successione tra Maria duchessa di Nemours ed il principe di Conti, risolta dal Tribunale dei Tre Stati[8].
- 1694-1707: Maria d'Orléans-Longueville.

### Casa di Hohenzollern (1707-1857)

Stemma del principato di Neuchâtel sotto la reggenza degli Hohenzollern di Prussia. Lo stemma è ancora oggi utilizzato come stemma comunale della città di Neuchâtel

Alla morte nel 1707 di Maria di Nemours avvenuta senza eredi, il principato di Neuchatel passò di diritto al di lei parente più prossimo e qualificato, il re Federico I di Prussia.
Durante l'esperienza prussiana, come si è visto, si inserì la reggenza del principato da parte del maresciallo Berthier per conto dell'Impero francese sino al 1815 quando il Congresso di Vienna restaurò lo Stato alla Prussia.
Una prima ribellione contro l'autorità prussiana avvenne nel 1831 per poi scoppiare in una vera e propria rivoluzione pacifica il 1º marzo 1848 che portò poi alla fine della sovranità del re di Prussia sui territori del principato.
- 1707-1713: Federico I di Prussia
- 1713-1740: Federico Guglielmo I di Prussia
- 1740-1786: Federico II di Prussia
- 1786-1797: Federico Guglielmo II di Prussia
- 1797-1805: Federico Guglielmo III di Prussia

1806-1815: Principato napoleonico retto dal maresciallo Louis Alexandre Berthier
- 1815-1840: Federico Guglielmo III di Prussia (restaurato)
- 1840-1857: Federico Guglielmo IV di Prussia

Il re di Prussia rinuncia ai propri diritti sull'area ed il principato viene formalmente annesso alla Confederazione svizzera